# V bažinkách
V bažinkách byla přírodní památka ev. č. 478 poblíž obce Vítkovice v okrese Semily. Oblast spravuje Správa KRNAP.
Důvodem ochrany byl smíšený horský les typický pro přirozené lesy Krkonoš.